# アカツクシガモ
アカツクシガモ（赤筑紫鴨、学名：Tadorna ferruginea) は、カモ科に分類される鳥類の一種。インドでは「Brahminy duck」と呼ばれる。体長58-70cm、翼開長110-135cmの水鳥である。羽毛は橙褐色で頭部は淡く、尾羽と風切羽は黒く、白い雨覆羽と対照的である。渡り鳥であり、冬はインド亜大陸で過ごし、南東ヨーロッパと中央アジアで繁殖するが、北アフリカにも少数の定住個体が存在する。大きなガァッという鳴き声を発する。
主に湖、貯水池、河川などの陸水域に生息する。つがいは長い期間を共にし、巣は崖や木の裂け目および穴など、水辺から離れた場所に作られる。卵は約8個産まれ、雌が約4週間かけて単独で抱卵する。雛は両親によって育てられ、孵化後約8週間で巣立つ。
中央アジアと東アジアでは個体数は安定または増加傾向にあるものの、ヨーロッパでは減少傾向にある。生息域が広く、全体としては個体数も多いため、国際自然保護連合のレッドリストは低危険種とされている。

## 分類と名称
1764年にドイツの動物学者であるペーター・ジーモン・パラスによって、Anas ferruginea として記載されたが、後にツクシガモ属に移された。一部の研究者は、ネズミガシラアカツクシガモ、クビワアカツクシガモ、クロアカツクシガモとともに Casarca 属に分類している。系統解析により、ネズミガシラアカツクシガモに最も近縁であることが示されている。飼育下ではツクシガモ属、マガモ属、エジプトガンと交雑することが知られている。亜種は認められていない。
属名はフランス語の「tadorne (ツクシガモ)」に由来し、元々はケルト語で「pied waterfowl (まだら模様の水鳥)」という語であった。英名の「sheld duck」は1700年頃のもので、同じいみである。種小名はラテン語で「錆びた」を意味し、羽毛の色に由来する。

## 形態
全長63-66cm。翼長は雄で36.5-38.7cm、雌で34-35.5cm。翼開張は121-145cm。全身の羽衣は橙色や橙赤色、橙褐色、赤褐色で、頭部は淡色。雨覆は白い。風切羽は黒く、次列風切の翼鏡は緑色。繁殖期の雄は頸部に黒い首輪状の斑紋が入る。幼鳥は上面の羽衣が灰褐色。雨覆羽は飛行中に特に目立つが、休んでいるときにはほとんど見えない。雌は頭と首の色がかなり淡く、黒い模様が無い。雌雄とも体色は変化に富み、羽毛が古くなるにつれて色が薄くなる。繁殖期の終わりに換羽し、雄の黒い模様は消失するが、12月から4月の間に再度部分的な換羽が行われ、再び黒い模様が生え揃う。幼鳥は雌に似ているが、より濃い茶色である。

## 分布と生息地

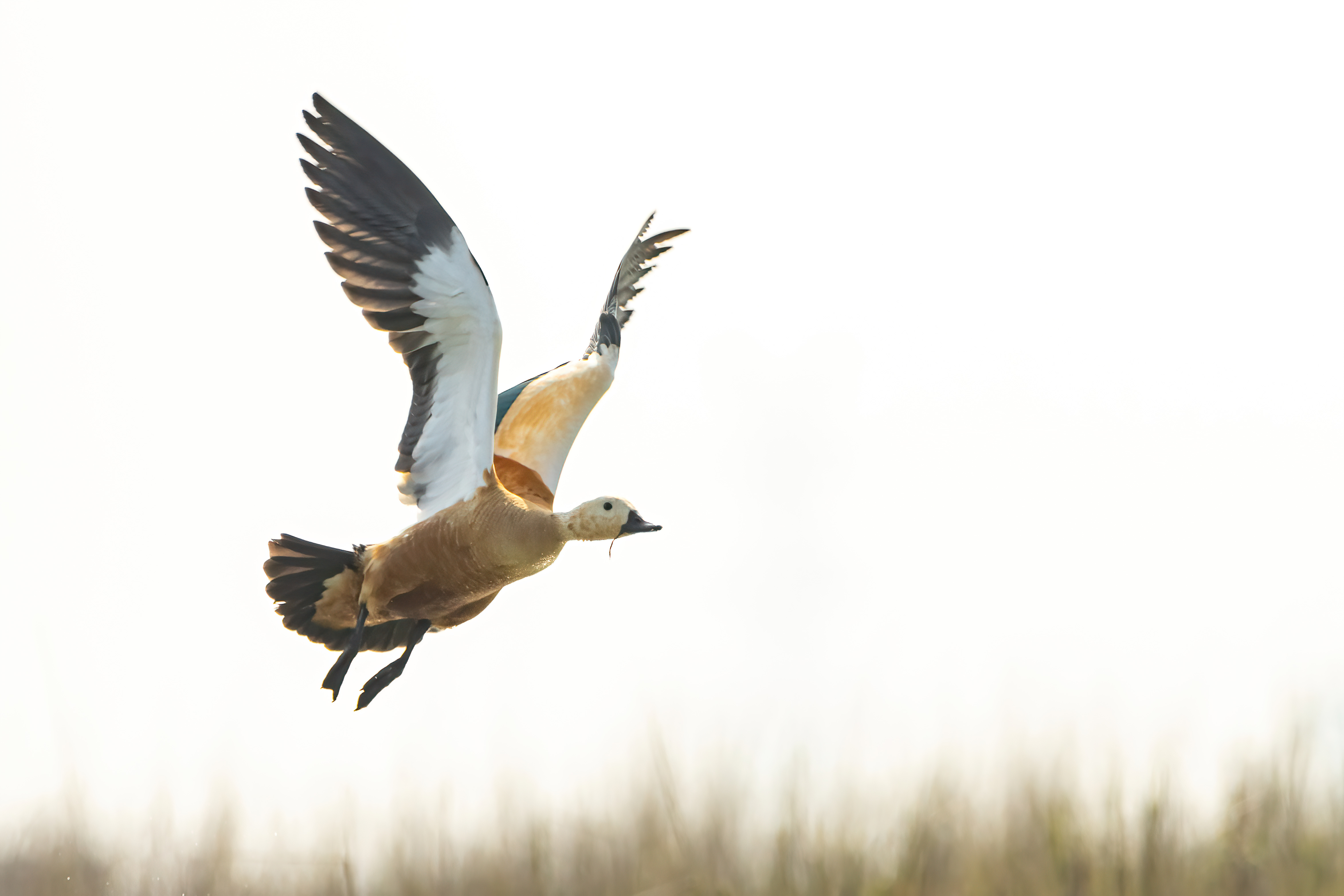
飛翔

ユーラシア大陸中部で繁殖し、冬季になるとアフリカ大陸北部、ユーラシア大陸南部、中華人民共和国、朝鮮半島などへ南下し越冬する。日本では冬季に越冬のためまれに飛来する冬鳥である。北西アフリカおよびエチオピアには小規模な個体群が存在するが、主な繁殖地は南東ヨーロッパから北極圏を越えてバイカル湖、モンゴル、中国西部にかけて広がっている。東部の個体群は主に渡り鳥であり、冬はインド亜大陸で過ごす。カナリア諸島のフエルテベントゥーラ島に定着しており、1994年に初めて繁殖し、2008年までにつがいの数は約50組に達した。インドでは一般的な冬鳥であり、10月までに到着し4月までには去る。典型的な繁殖地は干潟および礫地のある大きな湿地や河川で、湖や貯水池にも多数生息している。ジャンムー・カシミール州の高地の湖や沼で繁殖する。繁殖期以外では低地の小川、流れの緩やかな川、池、浸水した草原、湿地、汽水のラグーンに生息する。
南東ヨーロッパやスペイン南部ではかなり希少になっているものの、アジアの分布域の多くではよく見られる。アイスランド、イギリス、アイルランドでは迷鳥として記録されているが、これらの個体はアジア由来の可能性もある。ヨーロッパでの個体数は減少しているため、ここ数十年の西ヨーロッパでの記録のほとんどは、飼育下個体が逸脱した可能性が高い。北アメリカ東部でも時々観察されているが、迷鳥である証拠は見つかっていない。ヨーロッパのいくつかの国では野生個体が繁殖している。スイスでは外来種であり、在来の鳥類に影響を及ぼすとされる。個体数を減少させるための対策が講じられているにもかかわらず、スイスでの個体数は2006年から2016年の間に211羽から1250羽に増加した。
モスクワには安定した個体群が存在しており、マガモと共に市内の公園の池に定着している。これらの個体群はモスクワ動物園から逃げ出した個体の子孫であると考えられており、1948年以降に形成された可能性が高い。野生個体とは異なり、渡りを行わず、市内の凍結しない水域で越冬する。
湖沼、貯水池、河川などの陸水域の開けた場所に生息する。森林地帯ではほとんど見られず、汽水域やラグーンにも生息する。低地でよく見られるが、高地にも生息しており、中央アジアではインドガンとともに、標高5,000mの湖でも見られる数少ない水鳥の一つである。

## 生態と行動

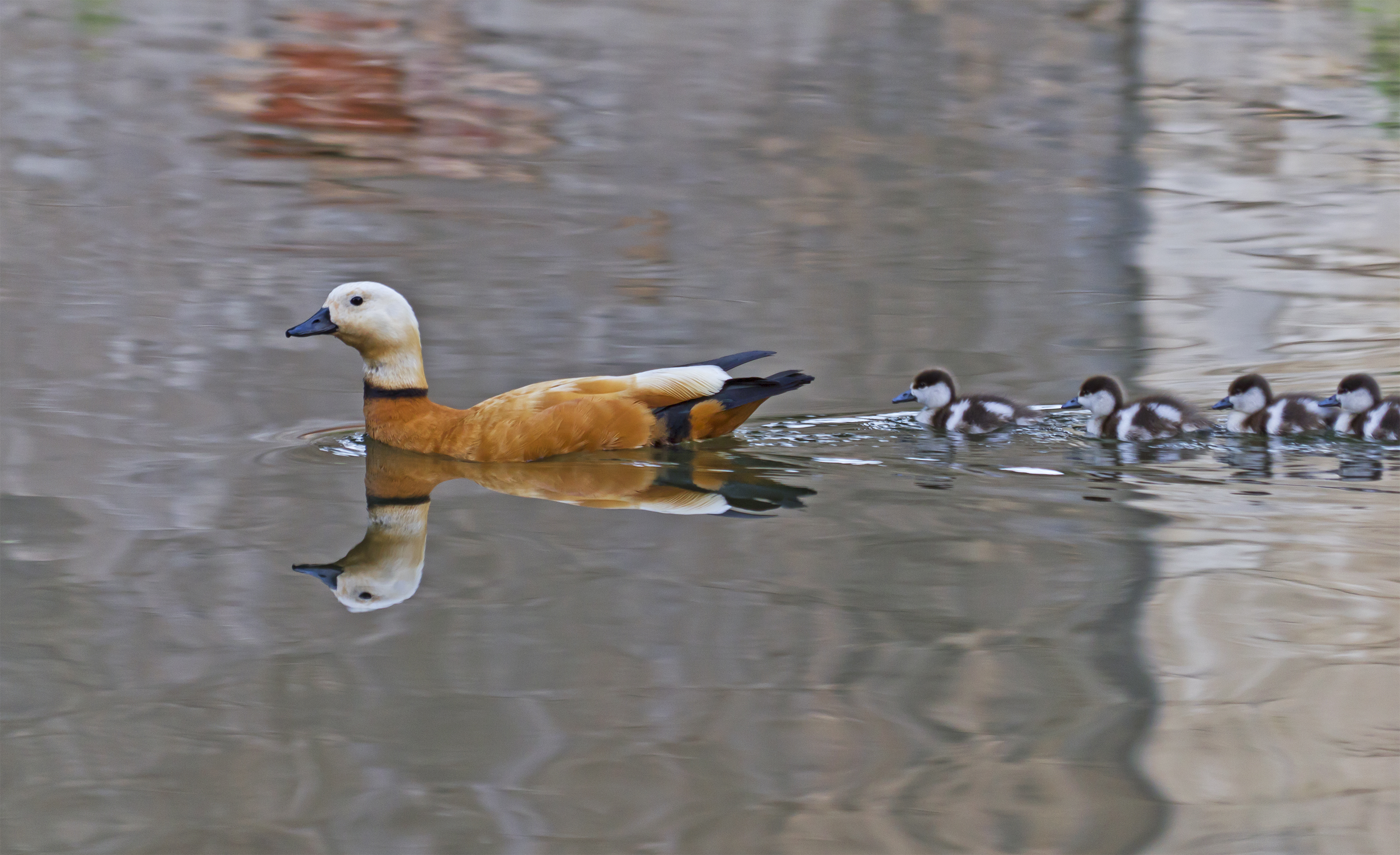
親鳥と雛

主に夜行性である。雑食性であり、イネ科植物、植物の若い芽、穀類、水生植物、水生および陸生の無脊椎動物を食べる。陸上では葉を食べ、水中では浅瀬で餌を探し回り、深い場所では頭を水中に入れるが、潜水はしない。つがいまたは小さな集団で見られ、大きな群れを形成することは稀である。特定の湖や流れの緩やかな川では、換羽期や越冬期に非常に大規模な群れを形成することがある。ネパールのコシ川堰とコシ・タップ野生動物保護区では4,000羽以上、トルコのデューデン湖では1万羽以上の群れが記録されている。
3月から4月にかけて、中央アジアの主要な繁殖地に飛来する。雌雄の間には強い番の絆があり、生涯を共にすると考えられている。繁殖地では、同種に対しても他種に対しても非常に攻撃的である。雌は侵入者に対して頭を下げ、首を伸ばして怒りの鳴き声をあげながら近づく。侵入者が抵抗を続けると、雌は雄の元に戻り、雄の周りを走り回り、攻撃を促す。この際雄は攻撃することもしないこともある。首を伸ばし、頭を下げ、尾を上げるという短い求愛の儀式の後、水上で交尾が行われる。営巣場所は、水辺から遠く離れた木の穴や廃墟、崖の割れ目、砂丘、動物の巣穴などであることが多い。巣は雌が羽毛や綿毛、草などを使って作る。

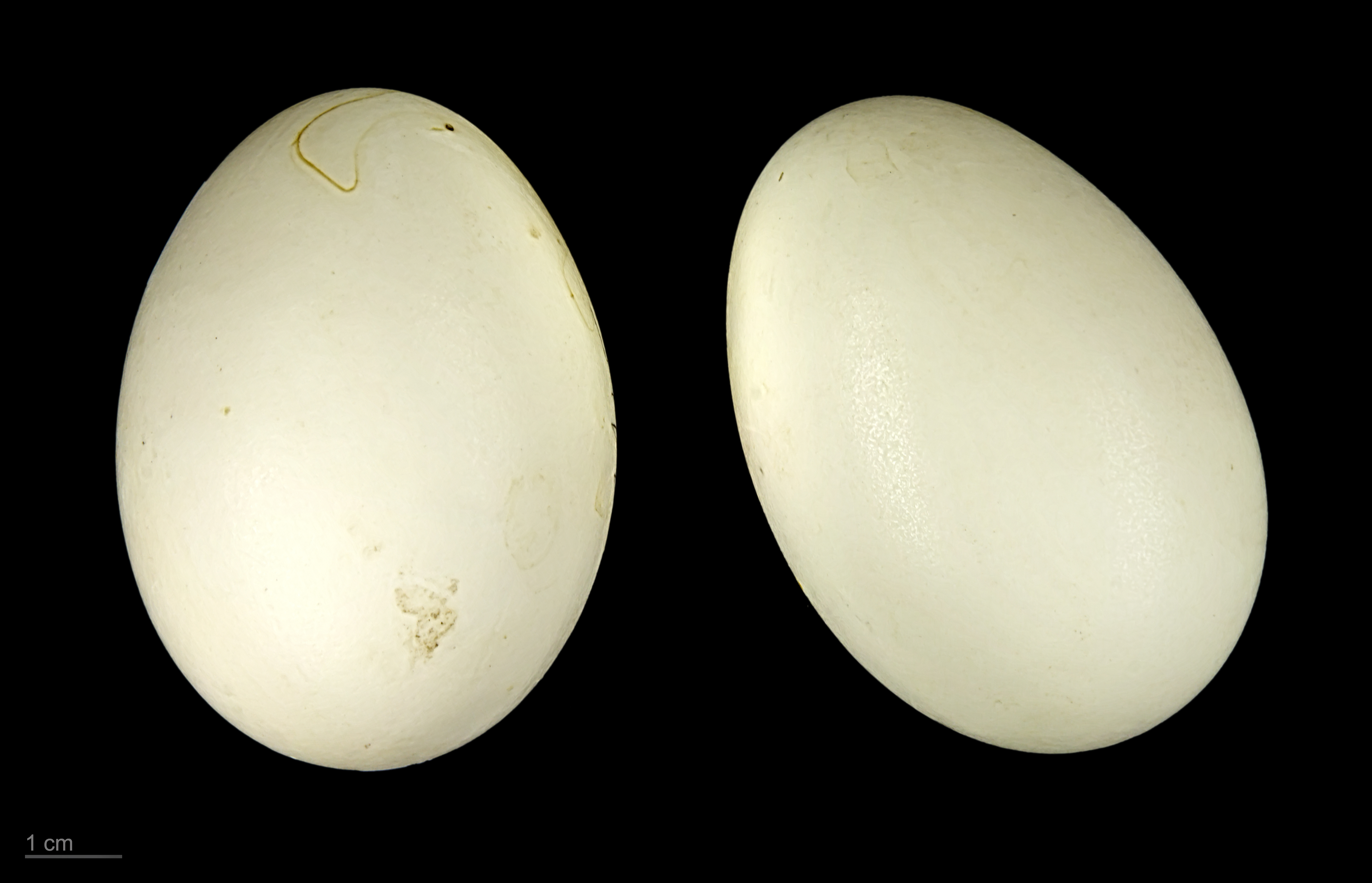
卵

4月下旬から6月上旬にかけて、6個から12個、平均して8個の卵が産まれる。卵は鈍い光沢があり、クリーム色がかった白色で、平均の大きさは68mm×47mmである。抱卵は雌が行い、雄は近くで見守る。卵は約28日後に孵化し、両親が雛の世話をする。雛は更に55日で巣立つ。繁殖期後、成鳥は換羽し、換羽中は約1ヶ月間飛翔能力を失う。そのため、換羽前に捕食者から逃れやすい大きな水域に移動する。家族はしばらくの間、群れを作ることもある。秋の渡りは9月頃に始まり、雛は2年目に成熟する。北アフリカの個体群は約5週間早く繁殖し、雨の多い夏に繁殖の成功率が高くなる。
鳴き声は鼻にかかるような大きな音の連続で、雌雄の鳴き声の違いを聞き分けることができる。鳴き声は地上でも空中でも発せられ、鳴く状況によって音色は変化する。

## 人との関わり
仏教徒はアカツクシガモを神聖な鳥とみなしており、中央アジアおよび東アジアではある程度保護されているため、個体数が安定しているか増加傾向にある。チベットのオグロヅル保護区はアカツクシガモの重要な越冬地であり、ここでは保護されている。一方、ヨーロッパでは湿地の干拓や狩猟によって個体数は減少傾向にある。ヨーロッパとイタリアではアカツクシガモは保護されており、狩猟は禁止されている。貯水池などの新しい生息地への適応性が高いため、他の水鳥に比べて保全上の懸念は小さい。
生息域が非常に広く、推定個体数は17万-22万5千羽である。個体数全体の動向は不明瞭で、一部の個体群は増加している一方で、他の個体群は減少している。国際自然保護連合のレッドリストでは、低危険種と評価されている。アフリカ・ユーラシア渡り性水鳥の保全に関する協定の対象種の一つである。
情報不足（DD）（環境省レッドリスト）